# Extorsão
Extorsão é o ato de obrigar alguém a tomar um determinado comportamento, por meio de ameaça ou violência, com a intenção de obter vantagem econômica.

É crime tipificado no artigo 158 do Código Penal Brasileiro:
Art. 158 - Constranger alguém, mediante violência ou grave ameaça, e com o intuito de obter para si ou para outrem indevida vantagem econômica, a fazer, tolerar que se faça ou deixar fazer alguma coisa:
Pena - reclusão, de 4 (quatro) a 10 (dez) anos, e multa.
§ 1.º - Se o crime é cometido por duas ou mais pessoas, ou com emprego de arma, aumenta-se a pena de um terço até metade.
§ 2.º - Aplica-se à extorsão praticada mediante violência o disposto no § 3.º do artigo anterior.
§ 3.º Se o crime é cometido mediante a restrição da liberdade da vítima, e essa condição é necessária para a obtenção da vantagem econômica, a pena é de reclusão, de 6 (seis) a 12 (doze) anos, além da multa; se resulta lesão corporal grave ou morte, aplicam-se as penas previstas no art. 159, §§ 2.º e 3.º, respectivamente. (Acrescentado pelo L-011.923-2009).
Exemplo: Um empresário, político ou funcionário público é descoberto em um esquema de corrupção por seus colegas, que passam a exigir dinheiro ou ajuda de qualquer natureza para que não o denunciem. Esta é a prática mais comumente conhecida e que na verdade torna o chantagista cúmplice do mesmo crime, que como é visível a pena é 4 a 10 anos.

Existe também a extorsão mediante sequestro:
Artigo 159 - Sequestrar pessoa com o fim de obter, para si ou para outrem, qualquer vantagem, como condição ou preço do resgate.
Nesse caso, exige-se certa quantia em dinheiro, em troca da vida ou da liberdade da pessoa mantida em cativeiro.
A conduta consiste em constranger mediante violência física (contra a pessoa) ou grave ameaça (promessa de causar mal sério e verossímil). O constrangimento deve ser para coagir a fazer (certa coisa), tolerar que se faça (obrigar a permitir) ou deixar de fazer (não fazer). O comportamento deve ter o intuito de obter indevida vantagem econômica. A vantagem que o agente pretende conseguir deve ser indevida (elemento normativo) e econômica; ausente algum destes dois requisitos, o crime poderá ser outro, mas não o do artigo 158.
Como economicamente apreciável, considera-se o ato, de caráter patrimonial ou não, capaz de produzir efeitos de natureza econômica em proveito do agente ou de terceira pessoa; por isso o ato juridicamente nulo, não tipificará a extorsão.

## Da centralidade dos crimes contra o patrimônio
Os crimes contra o patrimônio constituem eixo relevante dos tipos penais de forma geral. Isso é proveniente do fato de que a propriedade privada é um dos direitos mais relevantes a serem tutelados pelas formas de legislação moderna. Por essa centralidade e multiplicidade de elementos da propriedade e, em consequência, uma exponencial multiplicidade de se atentar contra a mesma, muito se discute judicialmente as associações dogmáticas entre os dispositivos penais, a exemplo dos crimes de furto, roubo e extorsão.

### A diferença entre roubo e extorsão
Faz-se a distinção entre roubo e extorsão, por serem considerados delitos autônomos. Em um deles (roubo) o agente subtrai coisa móvel da vítima, no outro (extorsão) o agente subtrai apenas uma informação da vítima.
No roubo e na extorsão, o agente emprega violência, ou grave ameaça, a fim de submeter a vontade da vítima. No roubo, o mal é “iminente” e o proveito “contemporâneo”; na extorsão, o mal prometido é “futuro” e “futura” a vantagem que se visa (CARRARA). No roubo, ocorre a restrição quase que completa de liberdade psíquica da vítima, a qual é impedida de agir de outra forma, se não aquela desejada pelo agente. Na extorsão, por sua vez, a vítima pode optar entre acatar a ordem ou oferecer resistência, ou seja, há uma reminiscência de sua liberdade psíquica.
Ademais, o roubo caracteriza-se como um delito material, visto que a ocorrência do resultado naturalístico (subtração de coisa móvel alheia) é exigida para a consumação efetiva deste crime, enquanto que a extorsão apresenta-se como um delito formal, ou seja, que não pressupõe um resultado naturalístico para a sua configuração. Isso porque o elemento fundamental para a consumação do mencionado crime é a conduta da vítima, mais especificamente, seu constrangimento (constranger: verbo nuclear do tipo penal).
Existe uma minoria que sustenta que o crime de extorsão se configura como um crime material, bem como o roubo, pois, além do constrangimento mediante violência ou grave ameaça, alega ser indispensável a obtenção da vantagem econômica indevida para a consumação do crime. Apesar disso, o STJ elucidou a questão e afastou tal alegação minoritária ao editar a Súmula 96, que enuncia: “O crime de extorsão consuma-se independentemente da obtenção da vantagem indevida.”

### Concurso de crimes: roubo e extorsão
O concurso de crimes é o instituto que se verifica quando o agente, mediante uma ou várias condutas, pratica duas ou mais infrações penais. Pode haver unidade ou pluralidade de condutas. Sempre serão cometidas, contudo, duas ou mais infrações penais (CLEBER MASSON). O gênero concurso de crimes pode se manifestar sob três espécies: concurso material, concurso formal e crime continuado.
Por tal razão julgados do STF distinguem claramente a extorsão do roubo. Para a extorsão deve haver, para a vítima, alguma possibilidade de opção, o que não ocorre quando dominada por agentes e, é obrigada a entregar as coisas exigidas. No roubo, o mal é a violência física iminente, e o propósito é contemporâneo, enquanto na extorsão o mal é de ordem moral, futuro e incerto, como futura é a vantagem a que se visa.
Ademais, é entendimento claro também do STJ no sentido de não acolher a tese reiteradamente suscitada por defesas de que o roubo seguido de extorsão se trata apenas de um único crime com pena majorada. O STJ reafirma por diversas oportunidades de se tratar, sim, de dois crimes conexos, ou concurso material de crimes.

### Entendimento atual da jurisprudência
Frente às controvérsias acerca da extorsão e dos tipos penais com algum nível de violência associada à prática delitiva contra o bem jurídico tutelado, o STJ, corte responsável por trazer uma uniformização do entendimento acerca das leis federais, fixou as seguintes teses:
1. Há concurso material entre os crimes de roubo e extorsão quando o agente, após subtrair bens da vítima, mediante emprego de violência ou grave ameaça, a constrange a entregar o cartão bancário e a respectiva senha para sacar dinheiro de sua conta corrente.[3]
2. Não é possível reconhecer a continuidade delitiva entre os crimes de roubo (art. 157 do CP) e de extorsão (art. 158 do CP), pois são infrações penais de espécies diferentes.[4]

Do mesmo modo, entende que não há de se falar em Princípio da Consunção, pois este trata da absorção do crime meio pelo crime fim, o que vai de encontro em relação aos crimes de roubo e extorsão, sendo que um existe independente do outro, ou seja, são crimes autônomos.
Alguns julgados merecem destaques, como:
HABEAS CORPUS SUBSTITUTIVO DE RECURSO PRÓPRIO. ROUBO E EXTORSÃO. ALEGADA EXISTÊNCIA DE CRIME ÚNICO. CONDUTAS DIVERSAS, COMETIDAS EM CONCURSO MATERIAL. PRETENSÃO DE QUE SE RECONHEÇA A CONTINUIDADE DELITIVA. IMPOSSIBILIDADE. ANÁLISE DE MATÉRIA FÁTICO-PROBATÓRIA. CRIMES DE ESPÉCIES DIVERSAS. HABEAS CORPUS NÃO CONHECIDO.
1. Entende a jurisprudência desta Corte que em situações como a dos autos, nas quais há subtração de bens e, posteriormente, a vítima é obrigada a fornecer a senha para a realização de saques em sua conta bancária, estão configurados dois crimes autônomos, de roubo e de extorsão, em concurso material. Não há que se falar, assim, em delito único. Não é possível o reconhecimento de continuidade delitiva entre os crimes de roubo e extorsão, pois não são delitos da mesma espécie. Ademais, o reconhecimento da continuidade delitiva demandaria a incursão no acervo fático-probatório, tarefa vedada na via do habeas corpus. (HC 324.896/SP)[5]

AGRAVO REGIMENTAL NO RECURSO ESPECIAL. PENAL E PROCESSO PENAL. ROUBO E EXTORSÃO. DELITOS AUTÔNOMOS. CONCURSO MATERIAL. AGRAVO REGIMENTAL A QUE SE NEGA PROVIMENTO.
1. A conduta do réu nestes autos deve se ter como bipartida: uma voltada para a subtração de coisa móvel (núcleo do roubo), em que o agente leva consigo o objeto; outra voltada à exigência de um fazer entrega de senha (núcleo da extorsão), em que o agente nada leva a não ser informação.
2. Diante da existência de duas condutas com desígnios diversos, necessário se faz a incriminação do tipo da extorsão em concurso material com o roubo. (AgRG no REsp 1219381/DF)[6]

PENAL E PROCESSUAL. AGRAVO REGIMENTAL NO AGRAVO EM RECURSO  ESPECIAL. ROUBO E EXTORSÃO. CRIME ÚNICO. INEXISTÊNCIA. CONDUTAS DIVERSAS, PRATICADAS EM CONCURSO MATERIAL. PRETENSÃO DE RECONHECIMENTO DA CONTINUIDADE DELITIVA. IMPOSSIBILIDADE. CRIMES DE ESPÉCIES DIFERENTES.
1. Segundo a jurisprudência desta Corte de Justiça, se durante o mesmo contexto fático, o  agente, mediante grave ameaça, subtrai coisa móvel da vítima e exige que ela forneça a senha do cartão do banco para a realização de saques em sua conta bancária, configuram-se os crimes de roubo e extorsão, em concurso material.
2. No caso, os agravantes, após subtraírem os bens da vítima, restringiram a sua liberdade, retendo-a no interior do seu automóvel juntamente com a sua filha, e a obrigaram a fornecer a senha do cartão bancário, tudo mediante grave ameaça exercida com emprego de arma de fogo e concurso de agentes, circunstâncias que demonstram a existência de desígnios autônomos e distintos, evidenciando-se o concurso material e não crime único.
3. Ademais, ambas as turmas da Egrégia Terceira Seção desta Corte Superior firmaram entendimento de que os crimes de roubo e extorsão, a despeito de serem da mesma natureza, são infrações de espécies diferentes, razão pela qual não há como admitir a continuidade delitiva.
4. Agravo regimental a que se nega provimento. (AgRg no AREsp 745.957/ES, Rel. Ministro GURGEL DE FARIA, QUINTA TURMA, julgado em 19/11/2015, DJe 10/12/2015)[7] (GRIFO NOSSO).

Acerca desse último julgado, atenta-se ao fato de que os destaques efetuados tem o  intuito de demonstrar os elementos em comum e os diferenciadores dos crimes  enumerados: 
● Com a incidência da violência e a arma de fogo como ferramenta para a grave ameaça  temos aspectos comuns entre o roubo e a extorsão. E que, por sua vez, são necessários  para a tipificação dos mesmos.  
● Com a subtração dos bens móveis, entre eles o cartão, configura-se o verbo nuclear do  roubo (subtrair).  
● Com a exigência do fornecimento da senha, visam obter indevida vantagem econômica. 
● Por serem crimes de espécies diferentes, inviável a afirmação de continuidade delitiva,  sendo que essa é marcada pela pluralidade de condutas que ocasionam dois ou mais  crimes da mesma espécie. E que esses crimes, marcados pelas mesmas circunstâncias e  modos de execução, configurem que essas condutas posteriores são continuação do  crime inicial, estendendo-se no tempo, conforme o art. 71, do Código Penal. 

## Objetos jurídicos
Extorsão é o ato de obrigar alguém a fazer ou deixar de fazer alguma coisa, por meio de ameaça ou violência, com a intenção de obter vantagem, recompensa ou lucro.

É crime tipificado no artigo 158 do Código Penal Brasileiro:
Art. 158 - Constranger alguém, mediante violência ou grave ameaça, e com o intuito de obter para si ou para outrem indevida vantagem econômica, a fazer, tolerar que se faça ou deixar fazer alguma coisa:
Pena - reclusão, de 4 (quatro) a 10 (dez) anos, e multa.
§ 1.º - Se o crime é cometido por duas ou mais pessoas, ou com emprego de arma, aumenta-se a pena de um terço até metade.
§ 2.º - Aplica-se à extorsão praticada mediante violência o disposto no § 3.º do artigo anterior.
Exemplo 1: Um empresário, político ou funcionário público é descoberto em um esquema de corrupção por seus colegas, que passam a exigir dinheiro ou ajuda de qualquer natureza para que não o denunciem. Esta é a prática mais comumente conhecida e que na verdade torna o chantagista cúmplice do mesmo crime.
Exemplo 2: no simples fato de pedir dinheiro para guardar os carros, os flanelinhas já ameaçam os motoristas, pois está subentendido que, se a pessoa não pagar, algo pode acontecer com o veículo. Isso caracteriza extorsão, segundo a PM. Já a Polícia Civil afirma que, para se caracterizar a extorsão, o flanelinha teria que ameaçar o motorista ao pedir o dinheiro.

Existe também a extorsão mediante sequestro:
Artigo 159 - Sequestrar pessoa com o fim de obter, para si ou para outrem, qualquer vantagem, como condição ou preço do resgate.
Nesse caso, exige-se certa quantia em dinheiro, em troca da vida ou da liberdade da pessoa mantida em cativeiro.
A conduta consiste em constranger mediante violência física (contra a pessoa) ou grave ameaça (promessa de causar mal sério e verossímil). O constrangimento deve ser para coagir a fazer (certa coisa), tolerar que se faça (obrigar a permitir) ou deixar de fazer (não fazer). O comportamento deve ter o intuito de obter indevida vantagem econômica. A vantagem que o agente pretende conseguir deve ser indevida (elemento normativo) e econômica; ausente algum destes dois requisitos, o crime poderá ser outro, mas não o do artigo 158.
Trata-se de um tipo penal autônomo e independente do tipo penal extorsão, previsto no artigo anterior.
Como economicamente apreciável, considera-se o ato, de caráter patrimonial ou não, capaz de produzir efeitos de natureza econômica em proveito do agente ou de terceira pessoa; por isso o ato juridicamente nulo, não tipificará a extorsão.

## Objeto material
O objeto material do crime está contido na expressão "fazer, tolerar que se faça ou deixar de fazer alguma coisa". Assim, não é apenas a coisa móvel que está amparada, como no furto e roubo, mas também a coisa imóvel, pois o agente pode obrigar a vítima a assinar uma escritura pública, por meio da qual ela lhe transfere uma propriedade imóvel. Conforme assinala.
E. Magalhães Noronha "pelos próprios dizeres do dispositivo, verifica-se que a "coisa", aqui, não é empregada no sentido usado nos crimes de roubo e furto, no sentido material de móvel, mas designa tudo aquilo que pode ser objeto de ação ou omissão, da qual resultará proveito indevido para o agente.